# Керкуан
36°56′47″ пн. ш. 11°05′57″ сх. д. / 36.94639° пн. ш. 11.09917° сх. д.
Керкуан (араб. كركوان) — пунічне місто в північно-східному Тунісі, на півострові Бон. Занедбане, ймовірно, під час Першої Пунічної війни (бл. 250 до н. е.), після якої так і не було відновлене римлянами.
ЮНЕСКО оголосило Пунічне місто Керкуан і його некрополь Світовою спадщиною в 1985 році, оскільки воно є єдиним прикладом пунічного міста, яке збереглося до наших днів без пізніших перебудов.

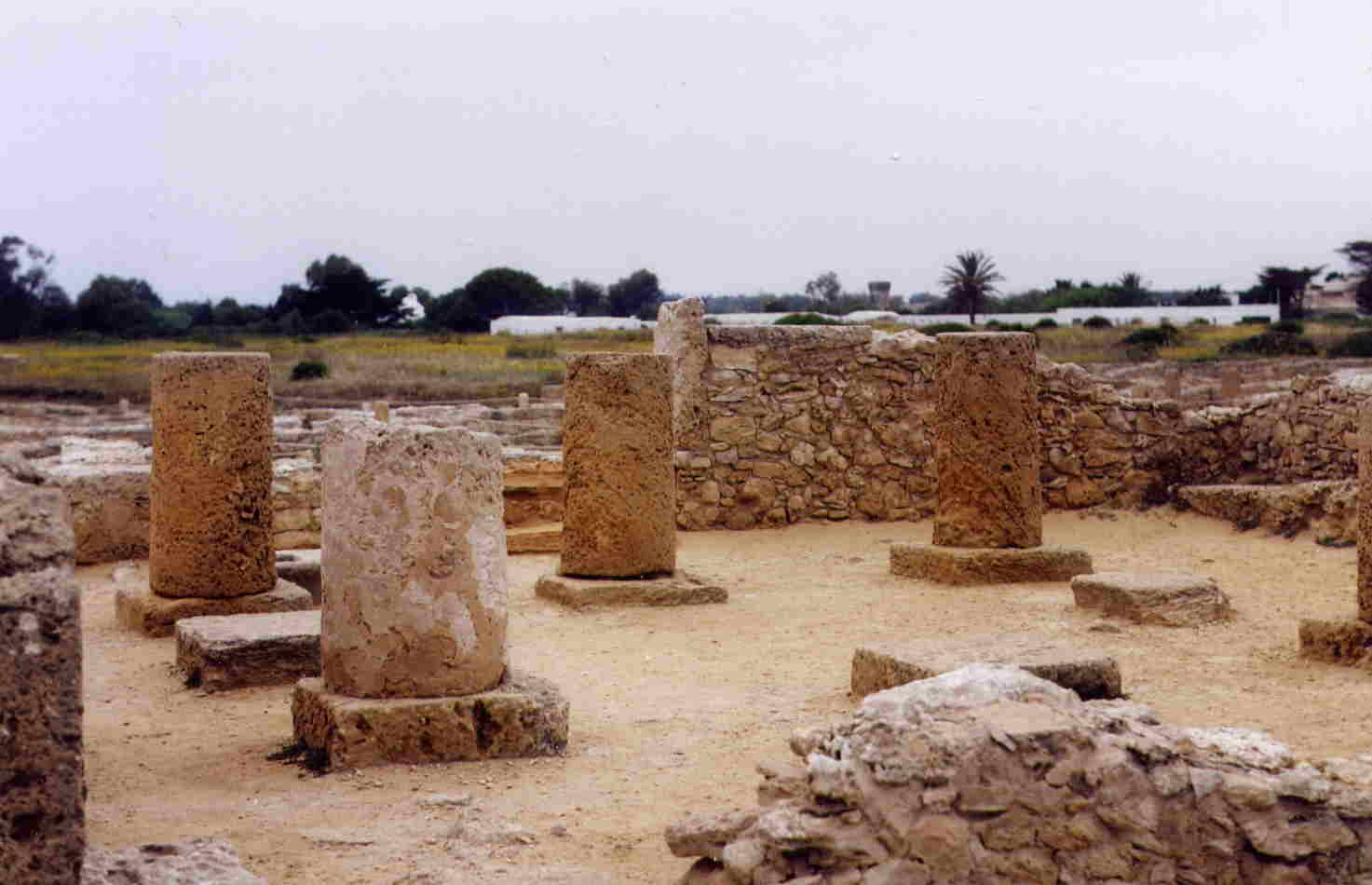
Будинок в Керкуані.